# Junkers Ju 52

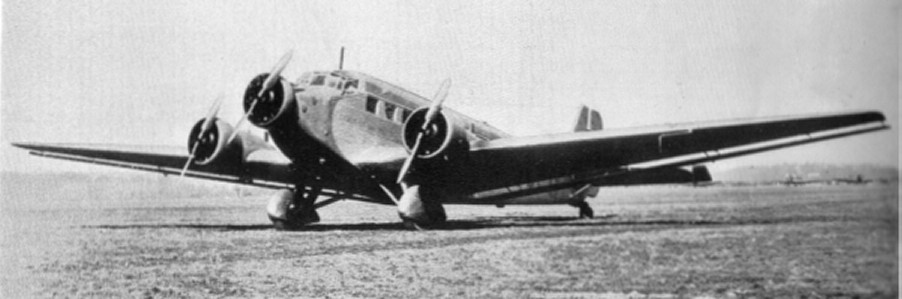
Літак Ю-52. 1938

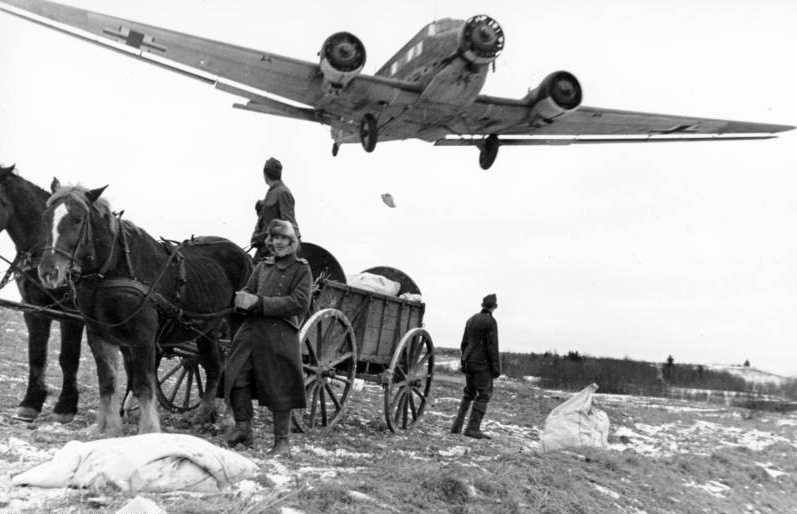
Юнкерс Ю-52 над Росією

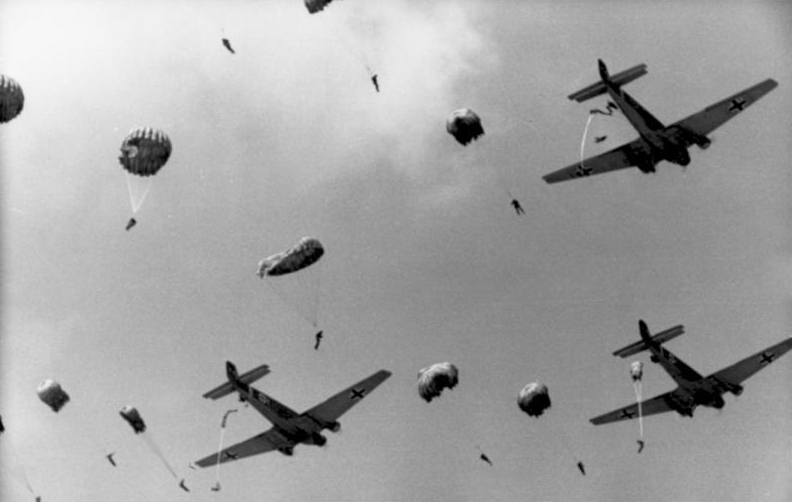
Висадка німецьких парашутистів з військово-транспортних літаків Ю-52. 1941

Ю́нкерс Ю-52 (нім. Junkers Ju.52/3m) — німецький військово-транспортний, пасажирський літак та бомбардувальник.
«3m» в позначенні означає нім. drei Motoren — тримоторний. Літак мав неофіційні прізвиська: під час громадянської війни в Іспанії — «Pava» («Індичка»), серед солдат Вермахту — «Tante Ju» — «Тіточка Ю» і «Залізна Анні».

## Створення
Розробка транспортного літака Ju.52 почалася в КБ фірми «Юнкерс флюгцойг унд моторенверке» під керівництвом Е.Цинделя в 1929 році. Літак призначався для авіакомпанії «Юнкерс-Люфтверкер Персиен», що входила в концерн «Юнкерс». Основними вимогами до літака були простота, надійність і дешевизна в експлуатації. Швидкості і стелі надавалося другорядне значення.
Проєкт одномоторного літака був готовий до кінця 1929 року. По конструкції новий літак був подібний до літака Юнкерс W-33. Його особливістю була можливість установки 3 двигунів без дорогих конструктивних змін. Перший прототип був побудований до кінця вересня 1930 року з одним мотором і чисто в вантажному варіанті. На лівому борту і верхній частині фюзеляжу були розташовані вантажні люки, які повинні були полегшувати вантаження і розвантаження літака. Він вперше піднявся в повітря 13 жовтня 1930 року. У лютому 1931 року літак отримав сертифікат льотної придатності. 17 лютого він був продемонстрований публіці в берлінському аеропорту Темпельгоф.
З грудня 1930 року прототип випробовувався в дослідницькому центрі DVL. У червні 1931 року він пройшов дослідну експлуатацію в авіакомпанії «Люфтганза». В ході проведення випробувань до конструкції вносилися зміни: допрацьований планер, посилено крило, мінялися двигуни. Одночасно йшла підготовка до серійного виробництва. Перший серійний Ju.52/3mce (тримоторний) вперше піднявся в повітря в квітні 1931 року. У 1932 році почалися постачання літака комерційним авіакомпаніям, а восени 1933 роки почалося виробництво військового Ju.52/3mge.